# Mexiquense TV
A Mexiquense TV ou XHPTP-TDT é uma emissora de televisão estatal mexicana, de responsabilidade do órgão governamental Sistema de Radio y Televisión Mexiquense.
Forma parte do Sistema de Radio y Televisión Mexiquense e sua cobertura chega no Distrito Federal do México, na zona metropolitana da Cidade do México e no Vale de Cuautitlán.
O sinal da Mexiquense é gerado do Pico Tres Padres, no município de Coacalco de Berriozabal, daí o nome do indicativo do sinal: XHPTP-TDT.

## Ligações Externas
- edomexico.gob.mx/tvmex - Site Oficial